# Ljudmila Chitjaeva
Ljudmila Chitjaeva (Nižnij Novgorod, 15 agosto 1930) è un'attrice sovietica.

## Filmografia parziale

### Attrice
- Ekaterina Voronina (1957)
- Kočubej (1958)
- Veglie alla fattoria presso Dikan'ka (1961)

## Premi
- Artista onorato della RSFSR
- Artista popolare della RSFSR
- Ordine d'Onore